# 黄梅市社
黃梅市社（越南语：／）是越南乂安省下辖的一個市社。

## 地理
黄梅市社北接清化省宜山市社，西和南接琼瑠县，东临北部湾。

## 历史
阮朝時期，黃梅市社屬於瓊瑠縣黃梅總。
2013年4月3日，琼瑠县以黄梅市镇、梅雄社、琼荣社、琼禄社、琼立社、琼易社、琼芳社、琼莲社、琼春社、琼庄社1市镇9社析置黄梅市社；黄梅市镇改制为琼善坊，琼易社改制为琼易坊，梅雄社改制为梅雄坊，琼芳社改制为琼芳坊，琼春社改制为琼春坊。

## 行政区划
黄梅市社下辖5坊5社，市社人民委员会位于琼善坊。
- 梅雄坊（Phường Mai Hùng）
- 瓊易坊（Phường Quỳnh Dị）
- 瓊芳坊（Phường Quỳnh Phương）
- 瓊善坊（Phường Quỳnh Thiện）
- 瓊春坊（Phường Quỳnh Xuân）
- 瓊立社（Xã Quỳnh Lập）
- 瓊蓮社（Xã Quỳnh Liên）
- 瓊祿社（Xã Quỳnh Lộc）
- 瓊莊社（Xã Quỳnh Trang）
- 瓊榮社（Xã Quỳnh Vinh）